# Grand Prix automobile d'Argentine 1996
GP précédent GP suivant
Le Grand Prix automobile d'Argentine 1996 (Gran Premio Marlboro de Argentina), disputé le 7 avril 1996 sur le  circuit Oscar Alfredo Galvez, est la 584e épreuve du championnat du monde de Formule 1 courue depuis 1950. Il s'agit de la dix-huitième édition du Grand Prix d'Argentine comptant pour le championnat du monde de Formule 1 et la troisième manche du championnat 1996.

## Essais libres

### Première séance, le vendredi
| Pos. | Pilote                | Voiture          | Chrono         | Écart     |
| ---- | --------------------- | ---------------- | -------------- | --------- |
| 1    | Damon Hill            | Williams-Renault | 1 min 29 s 694 |           |
| 2    | Michael Schumacher    | Ferrari          | 1 min 29 s 799 | + 0 s 105 |
| 3    | Jean Alesi            | Benetton-Renault | 1 min 30 s 019 | + 0 s 325 |
| 4    | Mika Häkkinen         | McLaren-Mercedes | 1 min 30 s 033 | + 0 s 339 |
| 5    | Mika Salo             | Tyrrell-Yamaha   | 1 min 32 s 198 | + 0 s 446 |
| 6    | Heinz-Harald Frentzen | Sauber-Ford      | 1 min 30 s 497 | + 0 s 803 |

### Deuxième séance, le samedi
| Pos. | Pilote             | Voiture          | Chrono         | Écart     |
| ---- | ------------------ | ---------------- | -------------- | --------- |
| 1    | Michael Schumacher | Ferrari          | 1 min 30 s 018 |           |
| 2    | Damon Hill         | Williams-Renault | 1 min 30 s 384 | + 0 s 366 |
| 3    | Mika Häkkinen      | McLaren-Mercedes | 1 min 31 s 135 | + 1 s 117 |
| 4    | Jos Verstappen     | Footwork-Hart    | 1 min 31 s 615 | + 1 s 140 |
| 5    | Rubens Barrichello | Jordan-Peugeot   | 1 min 31 s 196 | + 1 s 178 |
| 6    | Jean Alesi         | Benetton-Renault | 1 min 31 s 196 | + 1 s 178 |

## Résultats des qualifications

### Grille de départ du Grand Prix

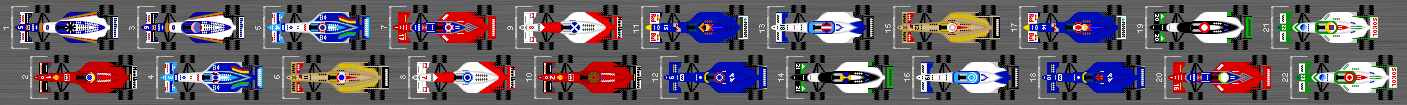
La grille de départ du Grand Prix d'Argentine 1996.

| Pos.                                                                                      | No | Pilote                | Écurie             | Temps          | Écart     |
| ----------------------------------------------------------------------------------------- | -- | --------------------- | ------------------ | -------------- | --------- |
| 1                                                                                         | 5  | Damon Hill            | Williams-Renault   | 1 min 30 s 346 |           |
| 2                                                                                         | 1  | Michael Schumacher    | Ferrari            | 1 min 30 s 598 | + 0 s 252 |
| 3                                                                                         | 6  | Jacques Villeneuve    | Williams-Renault   | 1 min 30 s 907 | + 0 s 561 |
| 4                                                                                         | 3  | Jean Alesi            | Benetton-Renault   | 1 min 31 s 038 | + 0 s 692 |
| 5                                                                                         | 4  | Gerhard Berger        | Benetton-Renault   | 1 min 31 s 262 | + 0 s 916 |
| 6                                                                                         | 11 | Rubens Barrichello    | Jordan-Peugeot     | 1 min 31 s 404 | + 1 s 058 |
| 7                                                                                         | 17 | Jos Verstappen        | Footwork-Hart      | 1 min 31 s 615 | + 1 s 269 |
| 8                                                                                         | 7  | Mika Häkkinen         | McLaren-Mercedes   | 1 min 31 s 801 | + 1 s 455 |
| 9                                                                                         | 8  | David Coulthard       | McLaren-Mercedes   | 1 min 32 s 001 | + 1 s 655 |
| 10                                                                                        | 2  | Eddie Irvine          | Ferrari            | 1 min 32 s 058 | + 1 s 712 |
| 11                                                                                        | 15 | Heinz-Harald Frentzen | Sauber-Ford        | 1 min 32 s 130 | + 1 s 784 |
| 12                                                                                        | 9  | Olivier Panis         | Ligier-Mugen-Honda | 1 min 32 s 177 | + 1 s 831 |
| 13                                                                                        | 18 | Ukyo Katayama         | Tyrrell-Yamaha     | 1 min 32 s 407 | + 2 s 061 |
| 14                                                                                        | 21 | Tarso Marques         | Minardi-Ford       | 1 min 32 s 502 | + 2 s 156 |
| 15                                                                                        | 12 | Martin Brundle        | Jordan-Peugeot     | 1 min 32 s 696 | + 2 s 350 |
| 16                                                                                        | 19 | Mika Salo             | Tyrrell-Yamaha     | 1 min 32 s 903 | + 2 s 557 |
| 17                                                                                        | 14 | Johnny Herbert        | Sauber-Ford        | 1 min 33 s 256 | + 2 s 910 |
| 18                                                                                        | 10 | Pedro Diniz           | Ligier-Mugen-Honda | 1 min 33 s 424 | + 3 s 078 |
| 19                                                                                        | 20 | Pedro Lamy            | Minardi-Ford       | 1 min 33 s 727 | + 3 s 381 |
| 20                                                                                        | 16 | Ricardo Rosset        | Footwork-Hart      | 1 min 33 s 752 | + 3 s 406 |
| 21                                                                                        | 22 | Luca Badoer           | Forti-Ford         | 1 min 34 s 830 | + 4 s 484 |
| 22                                                                                        | 23 | Andrea Montermini     | Forti-Ford         | 1 min 35 s 651 | + 5 s 305 |
| Temps minimal à réaliser pour la qualification : 1 min 36 s 670 (107 % de 1 min 30 s 346) |    |                       |                    |                |           |

## Warm up, le dimanche matin
| Pos. | Pilote             | Voiture          | Chrono         | Écart     |
| ---- | ------------------ | ---------------- | -------------- | --------- |
| 1    | Jean Alesi         | Benetton-Renault | 1 min 29 s 128 |           |
| 2    | Gerhard Berger     | Benetton-Renault | 1 min 29 s 133 | + 0 s 005 |
| 3    | Michael Schumacher | Ferrari          | 1 min 29 s 318 | + 0 s 190 |
| 4    | Damon Hill         | Williams-Renault | 1 min 29 s 854 | + 0 s 726 |
| 5    | Jacques Villeneuve | Williams-Renault | 1 min 30 s 274 | + 1 s 146 |
| 6    | Mika Häkkinen      | McLaren-Mercedes | 1 min 30 s 285 | + 1 s 157 |

## Course

### Classement de la course
| Pos. | No | Pilote                | Écurie             | Tours | Temps/Abandon                      | Grille | Points |
| ---- | -- | --------------------- | ------------------ | ----- | ---------------------------------- | ------ | ------ |
| 1    | 5  | Damon Hill            | Williams-Renault   | 72    | 1 h 54 min 55 s 322 (160,099 km/h) | 1      | 10     |
| 2    | 6  | Jacques Villeneuve    | Williams-Renault   | 72    | + 12 s 167                         | 3      | 6      |
| 3    | 3  | Jean Alesi            | Benetton-Renault   | 72    | + 14 s 754                         | 4      | 4      |
| 4    | 11 | Rubens Barrichello    | Jordan-Peugeot     | 72    | + 55 s 131                         | 6      | 3      |
| 5    | 2  | Eddie Irvine          | Ferrari            | 72    | + 1 min 04 s 991                   | 10     | 2      |
| 6    | 17 | Jos Verstappen        | Footwork-Hart      | 72    | + 1 min 08 s 913                   | 7      | 1      |
| 7    | 8  | David Coulthard       | McLaren-Mercedes   | 72    | + 1 min 13 s 400                   | 9      |        |
| 8    | 9  | Olivier Panis         | Ligier-Mugen-Honda | 72    | + 1 min 14 s 295                   | 12     |        |
| 9    | 14 | Johnny Herbert        | Sauber-Ford        | 71    | + 1 tour                           | 17     |        |
| 10   | 23 | Andrea Montermini     | Forti-Ford         | 69    | + 3 tours                          | 22     |        |
| Abd. | 4  | Gerhard Berger        | Benetton-Renault   | 56    | Suspension                         | 5      |        |
| Abd. | 1  | Michael Schumacher    | Ferrari            | 46    | Aileron cassé                      | 2      |        |
| Abd. | 20 | Pedro Lamy            | Minardi-Ford       | 39    | Transmission                       | 19     |        |
| Abd. | 19 | Mika Salo             | Tyrrell-Yamaha     | 36    | Accélérateur                       | 16     |        |
| Abd. | 12 | Martin Brundle        | Jordan-Peugeot     | 34    | Collision avec Marques             | 15     |        |
| Abd. | 21 | Tarso Marques         | Minardi-Ford       | 33    | Collision avec Brundle             | 14     |        |
| Abd. | 15 | Heinz-Harald Frentzen | Sauber-Ford        | 32    | Sortie de piste                    | 11     |        |
| Abd. | 10 | Pedro Diniz           | Ligier-Mugen-Honda | 29    | Incendie                           | 18     |        |
| Abd. | 18 | Ukyo Katayama         | Tyrrell-Yamaha     | 28    | Transmission                       | 13     |        |
| Abd. | 16 | Ricardo Rosset        | Footwork-Hart      | 24    | Pompe à essence                    | 20     |        |
| Abd. | 22 | Luca Badoer           | Forti-Ford         | 24    | Collision avec Diniz               | 21     |        |
| Abd. | 7  | Mika Häkkinen         | McLaren-Mercedes   | 19    | Accélérateur                       | 8      |        |

### Pole position et record du tour
Damon Hill réalise la treizième pole position de sa carrière, sa première sur le tracé de Buenos Aires et sa deuxième de la saison. Jean Alesi obtient le troisième meilleur tour de sa carrière, son premier sur ce tracé et de la saison.
- Pole position :  Damon Hill (Williams-Renault) en 1 min 30 s 346 (vitesse moyenne : 169,708 km/h)[6].
- Meilleur tour en course :  Jean Alesi (Benetton-Renault) en 1 min 29 s 413 au 66e tour (vitesse moyenne : 171,478 km/h)[7].

### Tours en tête
- Damon Hill : 72 tours (1-72)[8].

## Classements généraux à l'issue de la course
| Pos. | Pilote             | Écurie             | Points |
| ---- | ------------------ | ------------------ | ------ |
| 1    | Damon Hill         | Williams-Renault   | 30     |
| 2    | Jacques Villeneuve | Williams-Renault   | 12     |
| 3    | Jean Alesi         | Benetton-Renault   | 10     |
| 4    | Eddie Irvine       | Ferrari            | 6      |
| 5    | Mika Häkkinen      | McLaren-Mercedes   | 5      |
| 6    | Michael Schumacher | Ferrari            | 4      |
| 7    | Gerhard Berger     | Benetton-Renault   | 3      |
| 8    | Rubens Barrichello | Jordan-Peugeot     | 3      |
| 9    | Mika Salo          | Tyrrell-Yamaha     | 3      |
| 10   | Olivier Panis      | Ligier-Mugen-Honda | 1      |
| 11   | Jos Verstappen     | Footwork-Hart      | 1      |

| Pos. | Écurie             | Points |
| ---- | ------------------ | ------ |
| 1    | Williams-Renault   | 42     |
| 2    | Benetton-Renault   | 13     |
| 3    | Ferrari            | 10     |
| 4    | McLaren-Mercedes   | 5      |
| 5    | Jordan-Peugeot     | 3      |
| 6    | Tyrrell-Yamaha     | 3      |
| 7    | Ligier-Mugen-Honda | 1      |
| 8    | Footwork-Hart      | 1      |

## Statistiques
Le Grand Prix d'Argentine 1996 représente :
- la 13e pole position de sa carrière pour Damon Hill[10] ;
- la 16e victoire de sa carrière pour Damon Hill[11] ;
- la 86e victoire pour Williams en tant que constructeur[12] ;
- la 77e victoire pour Renault en tant que motoriste[13] ;
- le 26e doublé pour Williams en tant que constructeur[14].

Au cours de ce Grand Prix :
- la course est neutralisée du 26e au 32e tour à cause d'un accrochage entre Pedro Diniz et Luca Badoer.
- Damon Hill mène un Grand Prix de bout en bout pour la troisième fois de sa carrière[15].